# Seznam kanadskih raziskovalcev
Seznam kanadskih raziskovalcev.

## D
- George Mercer Dawson (1849-1901)

## F
- Simon Fraser (1776-1862)

## J
- Louis Joliet (1645-1700)

## M
- Alexander Mackenzie (~1764–1820)

## R
- John Rae (1813-1893)

## S
- Charles de Salaberry (1778-1829)
- William Grant Stairs (1863-1892)

## T
- David Thompson (1770-1857)

## V
- Pierre Gaultier de Varennes et de la Vérendrye (1685-1749)